# 劉易斯與克拉克縣
劉易斯縣（英語：Lewis and Clark County）是美國蒙大拿州中西部的一個縣。面積9,059平方公里。根據美國2000年人口普查，共有人口55,716人。縣治海倫娜（Helena）也是州的首府。
成立於1865年2月2日，是該州最早成立的縣之一。縣名紀念以偵察密西西比河以西土地聞名的軍人、探險家梅里韋瑟·劉易斯和威廉·克拉克。